# پرگ
پرگ (به آلمانی: Perg) یک شهر در اتریش است که در ناحیه پرگ واقع شده‌است. پرگ ۲۶٫۴۶ کیلومتر مربع مساحت دارد ۲۵۰ متر بالاتر از سطح دریا واقع شده‌است.